# Хэрмон, Марк
Марк Хэрмон (англ. Mark Harmon; род. 2 сентября 1951, Бербанк, Калифорния, США) — американский актёр кино, телевидения и театра, несколько раз был номинирован на премии «Эмми» и «Золотой глобус». В 1986 году журнал People признал Хэрмона самым сексуальным мужчиной года.

## Биография
Отец Марка, Том Хэрмон, был звездой американского футбола национального уровня во время учёбы в колледже, два года играл профессионально. Его мать, Элиз Нокс, в 1940-е годы снималась в кино. У Хэрмона есть две сестры, Келли и Кристин. Марк родился и вырос в Калифорнии, в 1974 году с отличием окончил Калифорнийский университет в Лос-Анджелесе. В университете он достаточно успешно играл в американский футбол на позиции квотербека, был удостоен награды Национального футбольного фонда.
В середине 1970-х годов Хэрмон стал играть эпизодические роли в различных телесериалах, с начала актёрской карьеры он в основном играет роли полицейских и врачей. В 1977 году за небольшую роль в телевизионном фильме «Элеанор и Франклин: Годы в Белом доме» он получил свою первую номинацию на премию «Эмми». В 1979 году Хэрмон играл одну из главных ролей, помощника шерифа, в сериале про полицейских «240-Роберт», в 1980 году снимался в мыльной опере «Фламинго-Роад», с 1983 по 1986 годы играл врача в сериале о работе больницы «Сент-Элсвер». В 1987 году Хэрмон снялся в четырёх эпизодах комедийно-детективного сериала «Детективное агентство „Лунный свет“». С 1991 по 1993 годы он играл полицейского в сериале «Обоснованные сомнения», его персонаж и героиня Марли Матлин были центральными в сериале. В 1996—2000 годах Хэрмон вновь играл роль врача в медицинской драме «Надежда Чикаго», в 2002 году — агента секретной службы в сериале «Западное крыло», в 2003 году появился в сериале «Военно-юридическая служба» в роли специального агента службы криминальных расследований ВМС США Лероя Джетро Гиббса, в том же году начался показ сериала «Морская полиция: Спецотдел», в котором этот герой в исполнении Хэрмона является одним из центральных.
В конце 1980-х — начале 1990-х годов Хэрмон много снимался в кино, в основном исполняя роли второго плана. Также он играл в театральных постановках, в том числе вместе со своей женой.
В 1986 году журнал People назвал Хэрмона самым сексуальным мужчиной года. 21 марта 1987 года Хэрмон женился на актрисе Пэм Доубер. У них двое детей: Шон (1988 года рождения) и Тай Кристиан (1992 года рождения). В 1996 году Марк спас двоих подростков, вытащив их из горящей машины возле своего дома.

## Избранная фильмография
| Год       | Фильм                          | Оригинальное название          | Роль                                           |
| --------- | ------------------------------ | ------------------------------ | ---------------------------------------------- |
| 1978      | Приближается всадник           | Comes a Horseman               | Били Джо Мейнерт                               |
| 1979      | Пленники «Посейдона»           | Beyond the Poseidon Adventure  | Ларри Симпсон                                  |
| 1981      | Ожидание «Голиафа»             | Goliath Awaits                 | Питер Кэбот                                    |
| 1983—1986 | Сент-Элсвер                    | St. Elsewhere                  | доктор Роберт Колдуэлл                         |
| 1984      | Воин пустынь                   | Tuareg                         | Гасель Сайа                                    |
| 1986      | Давай спасем Гарри             | Let’s Get Harry                | Гарри Берк                                     |
| 1986      | Осторожный незнакомец          | The Deliberate Stranger        | Тед Банди                                      |
| 1987      | Летняя школа                   | Summer School                  | Фредди Шуп                                     |
| 1987      | После обещания                 | After The Promise              | Элмер Джексон                                  |
| 1988      | Президио                       | The Presidio                   | Джей Остин                                     |
| 1988      | Украсть дом                    | Stealing Home                  | Билли Уайатт                                   |
| 1989      | Сладкоголосая птица юности     | Sweet Bird Of Youth            | Ченс Уэйн                                      |
| 1989      | Это пари стоит выиграть        | Worth Winning                  | Тэйлор Уорт                                    |
| 1990      | Пока там не было тебя          | Till There Was You             | Фрэнк Флинн                                    |
| 1991      | Диллинджер                     | Dillinger                      | Джон Диллинджер                                |
| 1994      | Уайетт Эрп                     | Wyatt Earp                     | Джонни Беан                                    |
| 1994      | Прирождённые убийцы            | Natural Born Killers           | в эпизоде (в титрах не упоминается)            |
| 1995      | Последний ужин                 | The Last Supper                | Dominant Male                                  |
| 1995      | Знаки раскаяния                | Original Sins                  | Джонатан Франье                                |
| 1997      | Жертвы                         | Casualties                     | Томми Нэнс                                     |
| 1998      | С Земли на Луну                | From the Earth to the Moon     | Уолтер Ширра                                   |
| 1998      | Страх и ненависть в Лас-Вегасе | Fear and Loathing in Las Vegas | Репортёр на гонке                              |
| 1999      | Незабываемый апрель            | I’ll Remember April            | Джон Купер                                     |
| 2000      | Всего лишь время               | For All Time                   | Чарльз Латтимер                                |
| 2001      | Под перекрестным огнём         | Crossfire Trail                | Брюс Баркоу                                    |
| 2001      | Не дай ей уйти                 | And Never Let Her Go           | Томас Капано                                   |
| 2002      | Местные ребята                 | Local Boys                     | Джим Уизли                                     |
| 2003      | Чумовая пятница                | Freaky Friday                  | Райан                                          |
| 2003-2021 | Морская полиция: Спецотдел     | NCIS                           | Лерой Джетро Гиббс                             |
| 2004      | Первая дочь                    | Chasing Liberty                | Президент США Джеймс Фостер                    |
| 2009      | Синоптик                       | Weather Girl                   | Дэйл                                           |
| 2011      | Изощренный убийца              | Certain Prey                   | Заместитель начальника полиции Лукас Давенпорт |